# 孔頭新亮麗鯛
孔頭新亮麗鯛，為輻鰭魚綱鱸形目隆頭魚亞目慈鯛科的其中一種，分布於非洲坦干伊喀湖北部流域，棲息深度約45公尺，體長可達15公分，棲息在沙底質水域，以軟體動物為食，生活習性不明，可作為觀賞魚。

## 擴展閱讀
維基物種上的相關：孔頭新亮麗鯛